# Иван Алексиев
Иван Стойков Алексиев е български революционер, деец на Вътрешната македоно-одринска революционна организация.

## Биография
Роден е през 1884 година в Ениджия. Когато завършва началното училище в родното си село, Иван е повикан от своя брат Алекси Алексиев в Габрово, за да учи в прогимназията. Иван скоро се свързва с нововъзникналите местни професионални и социалистически организации и едва 16-годишен става един от главните подбудители на голямата ученическа стачка през учебната 1900/01 година в Габровската гимназия. Когато завършва гимназия, революционното движение в Тракия е в своя разгар. Той напуска Габрово и тръгва към границата, решен да се включи в някоя от действащите чети. В крайграничното село Къзъклисе се среща с пребиваващи в селото дейци на ВМОРО и се присъединява към тях. Алексиев обаче е млад, едва навършил 19 години, без всякакъв опит и подготовка. По тази причина успяват да го убедят да остане временно за пунктов началник в селото. Тази дейност не му харесва и скоро се прехвърля зад границата, където се присъединява към агитационната чета на Лазар Маджаров.
По този повод в своите спомени Коста Тенишев, ръководител на чета по време на Преображенското въстание, пише:
| „ | Когато бяхме в къщата на Георги Чобанов в с. Тастепе, през деня Маджаров се скара на Иван Стойков, че е дошъл в четата на своя глава и че е още много млад. На бележката на войводата той отговори, че иска да ходи с четата да се бие. Така и стана. В местността Кукурдан Иван бе убит заедно с дядо Яни. | “ |

Пет месеца Иван Стойков придружава агитационната чета на Лазар Маджаров и участва във всичките ѝ акции. На 26 май 1903 година в местността Кукурдан в Ковчазското землище сборна група от четите на Лазар Маджаров и Стоян Петров – Кехаята се сблъсква с турски аскер и в завързалото се сражение пада убит Кехаята, а Иван Стойков е тежко ранен в крака. За да не падне жив в ръцете на врага, той се самоубива с револвера си. Подвигът на двамата е отразен в народната песен „Голям се гърмеж зачува“, поместена в стихосбирката „Странджанска гусла“ от Яни Попов.